# Bouna (ville en Côte d'Ivoire)
Vous pouvez aider à l'améliorer ou bien discuter des problèmes sur sa page de discussion.
- Son texte doit être wikifié : il ne correspond pas à la mise en forme Wikipédia (style, typographie, liens internes, liens entre les wikis, etc.). (Marqué depuis juillet 2023)
- Il n’est pas rédigé dans un style encyclopédique. (Marqué depuis juillet 2023)
- Il a besoin d'un nouveau plan. (Marqué depuis juillet 2023)

Pour les articles homonymes, voir Bouna.
Bouna est une ville du département homonyme, chef-lieu de la région de Bounkani. Elle est dans le district du Zanzan dans le nord-est de la Côte d'Ivoire, près de la frontière avec le Ghana, à 603 km au nord d'Abidjan. Elle comptait 58 616 habitants en 2014 et est une importante ville à l'échelle locale notamment grâce à son aéroport.
Elle constitue une des portes d'entrée du parc national de la Comoé.
La ville s'étend sur 15 280 km2. Le parc national de la comoé est inscrite dans le Patrimoine mondial de l’UNESCO depuis 1983.

## Histoire
Située au nord-est de la Côte d’Ivoire, Bouna est à 603 km d’Abidjan. Dans le district du Zanzan, dans la région du Bounkani, Bouna est le chef-lieu de région. Bouna est la porte d’entrée du parc national de la Comoé.
Au XVIIIe siècle, fuyant la suprématie du peuple Ashanti, les Abron envahissent le royaume de Bouna. Les Koulango sont assujettis jusqu’au XXe siècle par les Abron. C’est la raison de l’influence de la culture Akan dans la région de Nassian.
En 1896, les troupes de l’Almamy Samory Touré détruisent le royaume de Bouna. 80 % des villages du royaume de Bouna sont rayés de la carte. La population de Bouna estimée en 1889 à 10 000 habitants par l’explorateur Binger, est décimée en grande quantité.
Cinq rois provinciaux font office de gardiens et conservateurs des droits fonciers pour aider chaque souverain dans sa tâche.

## Économie
L’agriculture et l’élevage sont les activités économiques clés de la région. L'artisanat et le commerce sont moins développés.

## Géographie

### Climat
La ville jouit d'un climat de type sub-soudanais qui comporte quatre saisons, dont deux saisons des pluies allant du mois de mars à celui de juin et du mois de septembre à octobre. Celles-ci sont entrecoupées de deux saisons dites sèches qui partent de novembre à février et de juillet à août. La pluviométrie annuelle oscille entre 1 100 et 1 200 mm avec une température moyenne autour de 28 °C.

### Villes voisines
Ferkessédougou à l'ouest ;

Berekum à l'est, au Ghana ;

Bobo-Dioulasso, au Burkina Faso, au nord ;

Bondoukou, Nassian au sud.

## Administration
Une loi de 1978 a institué 27 communes de plein exercice sur le territoire du pays. Bouna est une sous-préfecture.
| Date d'élection | Identité              | Parti    | Qualité         | Statut |
| --------------- | --------------------- | -------- | --------------- | ------ |
| 1960            |                       | \|       |                 |        |
| 1980            |                       |          |                 |        |
| 1985            | Ouattara Sigué Alexis | PDCI-RDA | Homme politique | élu    |
| 1990            | Ouattara Sigué Alexis | PDCI-RDA | Homme politique | élu    |
| 1995            | Koblan-Huberson Roger | PDCI-RDA | Homme politique | élu    |
| 2001            | Ouattara Sankan       | RDR      | Homme politique | élu    |
| 2013            | Ouattara Sankan       | RDR      | Homme politique | élu    |
| 2018            | Ouattrara Bouraima    | RHDP     | Homme politique | élu    |
| 2023            | Ouattara Bouraima     | RHDP     | Homme politique | réélu  |

Après les évènements de 2002, la ville, comme toutes les localités du nord du pays, a été placée sous l'administration du MPCI puis des Forces nouvelles de Côte d'Ivoire, et se trouvait, de fait, sous l'autorité unique d'un « commandant de zone » (« com-zone »), désigné par le secrétaire général des Forces nouvelles de Côte d'Ivoire, Guillaume Soro, comme pour chacun des 10 secteurs de la zone nord ivoirienne.
Bouna est désignée, à partir de 2006, comme la Zone 1 (sur dix). À partir de 2007, le comzone est Ouattara Morou.

### Autorités traditionnelles
Bouna est devenue un royaume, depuis les années 1620 sous le règne du fondateur Bounkani. Bouna est une ville koulango et dirigée par un roi Koulango. De 1620 à nos jours, nous sommes au 31e roi de la région. Depuis 2018, le 31e Roi du Bounkani est nommé "sa majesté Nigué Gbliman". Il faut préciser que le peuple autochtone de Bouna, le peuple Koulango a accueilli des communautés différentes à savoir : la communauté grafoute ; la communauté Kamara ; la communauté Diabagate ; la communauté Ouattara ; etc. et la dernière communauté arrivée, les Lobi.

## Démographie
| 1975  | 1988   | 2010   | 2021   |
| ----- | ------ | ------ | ------ |
| 5 397 | 13 363 | 25 981 | 94 883 |

### Histoire démographique
Deux grands groupes ethniques sont concernés par le peuplement du nord de la Côte d’Ivoire. 16,5 % de Mandés et 17,6 % de Gurs.

#### Mandé
Dès les XIIe   et   XIIIe siècle, originaire de l’empire médiéval du Mali, is viennent par vagues successives et prennent le nord de la Côte d’Ivoire. Les Mandé du Nord ou malinké sont organisés en caste. La société est de tradition monarchique et hiérarchisée.

##### Les numu (forgerons)
Les époux sont chargés de la circoncision et les épouses, de l’excision. Ils sont animistes et détiennent des pouvoirs religieux.

##### Dyeli (griots)
Ils sont maîtres dans l’art oratoire. Ils sont conseillers des chefs et durant les guerres, ils sont médiateurs, transmetteurs d’histoire, ils sont la mémoire des peuples.

##### Garanké (Cordonniers)
Ils maîtrisent la cordonnerie, la botterie et la maroquinerie.

##### Les Djonw (Esclavage)
Près de la moitié de la population est presque prisonnière. (Ekanza 2006 p. 191). XVIIIe   et   XIXe siècle, deux grands royaumes sont fondés par les Mandé du nord. Les royaumes de Kong et du Kabadougou.

## Religion
Les religions dominante de la ville sont l'animisme, l'islam et christianisme.

## Éducation
Bouna accueille l'une des 18 écoles de village créées en 1903. Elle comportait 30 élèves encadrés par un instituteur. Le département compte aussi une Institution de Formation et d'Éducation Féminine située au chef-lieu, c'est l'un des 90 centres de cette nature existant dans le pays. Cette institution a pour objet de permettre aux femmes analphabètes, aux jeunes filles non scolarisées ou déscolarisées, aux femmes agricultrices de trouver une opportunité pour le développement d'aptitudes nouvelles permettant leur insertion ou leur autonomisation.

## Culture
Bouna a son festival dénommé (FESTIBO) qui est le festival d'instruments, de costumes et de danses traditionnelles, c'est la grande activité culturelle. Comme spécialité culinaire nous avons : la sauce pistache au foutou igname ; Koulango ; la pâte de maïs avec la sauce gombo. Avec la sauce gombo, la farine de maïs, de sorgho et de mil rouge constituent d'autres mets.
Nyhinambor (bonne arrivée en lobi).

### Fêtes et danses

#### Chez les Koulango

##### La danse Yeminan
Cette danse est exécutée par les jeunes filles pubères, C'est une danse cérémonielle.
Les jeunes filles pour être préparées à leur vie de femmes, elles dansent cette danse à leur retour d'initiation.
Leurs accoutrements, un pagne plié et porté en cache-sexe, plusieurs foulards multicolores, des tissus blancs autour des bras, des chevillères, des chasse-mouches en mains. Le visage et le corps sont recouverts de kaolin. Elles paradent au son du tam-tam à la place publique en tournoyant.

##### Le Lossinaga (chant et danse)
Les hommes l'exécutent et les femmes sont choristes. Dans toutes les circonstances, cette danse est exécutée. C'était une danse des Lonrhons. L'histoire dit que ces derniers réussissaient à camoufler leur balafon à chaque fois que les Koulango voulaient les surprendre.

#### Chez les Lobi

##### La Bouri
C'est une danse fétichiste. Le fétiche est mis dans un pot de terre cuite et porté par une jeune fille lors des sorties du fétiche.
Tatouée de tout son corps de kaolin, elle danse tout en faisant le tour du balafon qui est tapé. D'autres filles, toutes aussi habillées comme elle, mais avec cette fois-ci des cauris en ceinture autour de la hanche. Les hommes sont aussi de la partie de danse. Eux portent une coiffe avec des plumes.

##### Le Bir ou ( Biri)
Cette danse est classée comme une danse ancestrale d'initiation. Après une durée de 7 ans initiation, les personnes sortent à l'occasion et font cette danse. C'est aussi une danse de réjouissance, prospérité et de fécondité. À cette période, les femmes infécondes vont à la rivière sacrée pour des cérémonies.
Chez les Dioulas
Le kouroubi ou kouribi 
Cette danse est pratiquée par les dioulas de Bouna, le lendemain de la nuit du destin dans le mois de jeûne musulman. Elle est exécutée par les jeunes filles vierges. C’est aussi une danse de réjouissance. 
Le Sabé
C’est une danse traditionnelle et de réjouissance, pratiquée par les Karidioula de Bouna (Diabagate ou Djabagate). Elle est exécutée lors des cérémonies de mariage, baptême, funérailles.
Le Doh
C’est une danse de réjouissance pratiquée par les Nigbi de Bouna (Bamba). Elle est accompagnée de la sortie du Masque Doh lors des cérémonies de réjouissances et funéraires.

## Religion
La ville abrite la mosquée dite de Samory, en banco, qui doit son nom au fait que  Samory Touré y a prié avec ses troupes. La religion dominante est l'Islam. Au second plan, sont les églises Catholiques et évangéliques qui sont du christianisme.
Les fidèles chrétiens sont recrutés au sein des fonctionnaires et des communautés Lobi.

## Royauté
Dans le dernier tiers du XVIe siècle, est né Bounkani, de père chasseur Dagomba, du nom de Garzyao et d'une Princesse, du nom de Mantou.
Le premier état centralisé de Côte d'Ivoire est son œuvre. Vers 1580, il prend le pouvoir à Bouna ou Gbona. Son oncle maternel est celui contre qui il monte un coup de force et prend le pouvoir. Il met une dynastie en place et définit la terre aux autochtones. La magie, la ruse, la diplomatie et les armes lui permettent d'agrandir son royaume. La Volta Noire à l'Est, à la Comoé à l'Ouest, à Nansian au Sud et jusqu'à Diébougou au Nord s'étendait son territoire.
Il décède en 1628. En trois branches était la Généalogie des rois qu'il avait mise en place.

### Généalogie
Bounkani en 1580

Woman en 1628

Kankrou

Zawari

Gago

Piawari

Kounga 1750

Kirifou

Wôkô

Gbouloumbou en 1805

Bandakou 1805-1816

Tchipounou Kouassi 1816-1825

Toronaga 1825-1835

Garamgbô 1837-1848

Koumbile 1848-1855

Ambibalidje 1855-1862

kambokpi 1862-1864

Djedoua 1864-1872

Baala 1872-1881

Borokourougnon 1881-1888

Diegbangô 1888-1896,

Kamba 1897- 1898

Tihimba Dari 1898-1914

Djarakôni Koffi 1916-1948

Gmangfinguihi 1948-1968

Diomebedi 1967-1987

Sakpeniko 1987-1991

Yiguiintifiri 1991-1996

Zagassida 1996-2009

Djarakoroni II 2009- à nos jours.

## Langues
Depuis l'indépendance, la langue officielle dans toute la Côte d'Ivoire est le français.
Dans le département de Bouna, quatre langues sont parlées :
Le Koulango : la langue autochtone ;

Le Dioula qui constitue également une langue autochtone; elle est parlée et comprise par la majeure partie de la population des trois grandes villes du département (Bouna, Téhini, Doropo) et les zones rurales de Tehini situées à l'ouest ;

Le Lobi ;

Et pour finir, le Camara qui n'est pas aussi réputé que les 3 premières langues. Ainsi, alors que le Camara est la langue d'origine de cette localité, elle n'est pas la langue du roi actuel et de tous les rois qui se sont succédé depuis Bounkani, (il s'agit plutôt du Koulango) le fondateur du royaume.
Le département de Bouna accueillant de nombreux Ivoiriens issus de toutes les régions du pays, toutes les langues vernaculaires du pays, environ une soixantaine, y sont également pratiquées.

## Sport
La ville dispose d'un complexe sportif. La ville dispose également de deux clubs de football, le Sabé Sports et l'Union des sportifs du Bounkani.
La ville dispose d'un stade municipal et d'un centre de formation, Jeunesse Football Club Bouna ( JFCB) dont les entraînements se disputent au complexe sportif municipal.
Comme dans la plupart des villes du pays, des tournois de football à 7 joueurs, très populaires en Côte d'Ivoire, et dénommés Maracanas sont organisés de façon informelle.

## Villes voisines
Ferkessédougou vers l'ouest ;

Berekum vers l'est, au Ghana ;

Bobo-Dioulasso, au Burkina Faso, au nord ;

Bondoukou, Nassian au sud.